# Magle konserthus

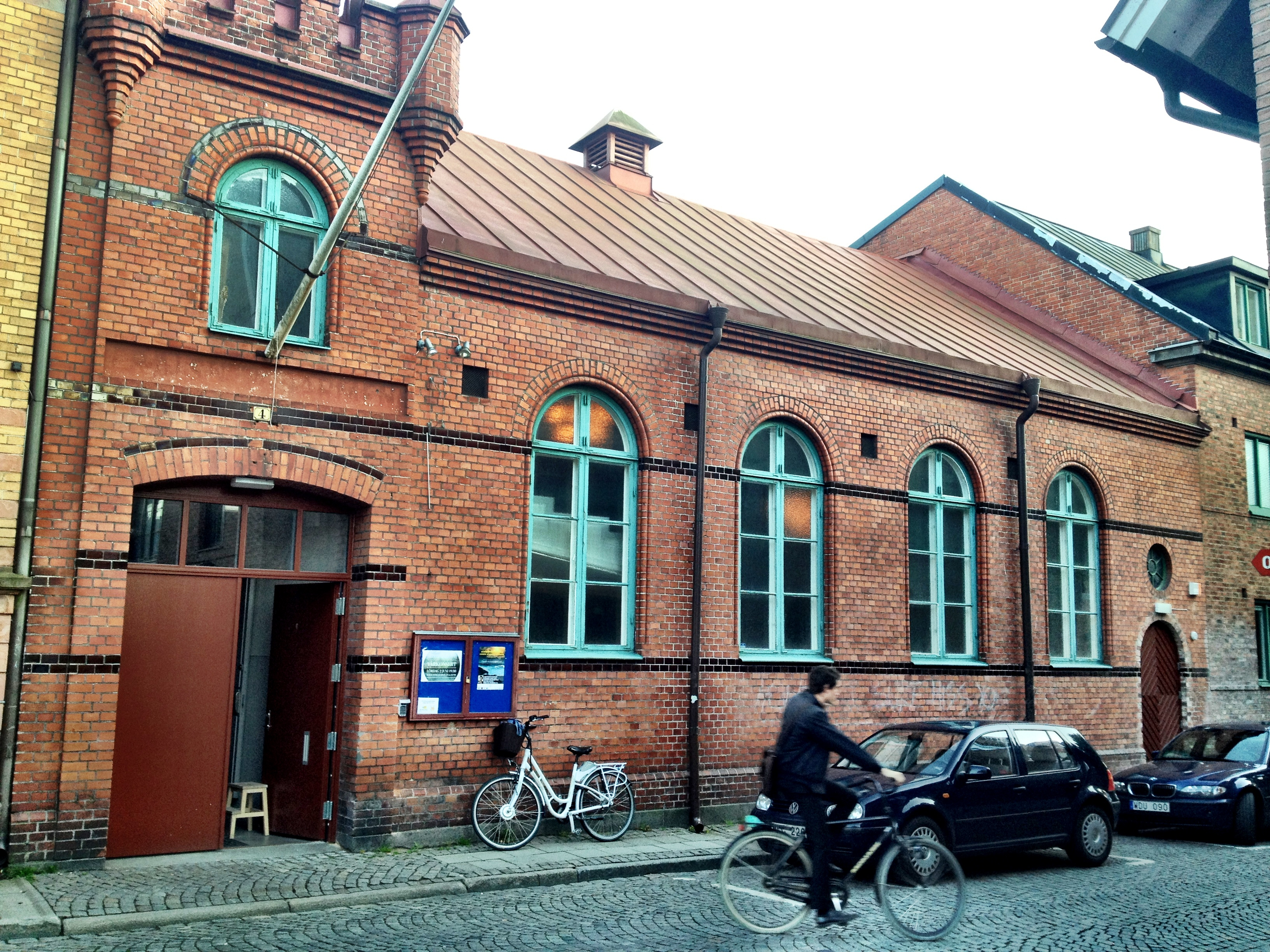
Magle Konserthus i Lund. Exteriör.

Magle konserthus är ett konserthus i Lund, invigt 2012.
Magle konserthus är beläget nära Lunds stadsteater på Magle Stora Kyrkogata 4 i en röd tegelbyggnad från 1899. Den kyrkoliknande byggnaden var tidigare hemvist för den musikaktiva Frälsningsarmén. Lunds kommun hyser över 100 sångkörer, vilka länge efterlyst ett konserthus i staden.[källa behövs]
Då byggnaden 2010 blev tillgänglig köptes den av Lunds Studentsångförening, som lät renovera de 300 kvadratmetrarna till dagens konsertlokal med plats för upp till 250 åhörare. Konserthuset invigdes 2012, är hemvist för Lunds Studentsångare, delar av Lund International Choral Festival och andra evenemang.